# ماساکی کاجی
ماساکی کاجی (انگلیسی: Masaki Kaji؛ زادهٔ ۲۹ ژانویهٔ ۱۹۸۸) بازیگر، خوانندگی اهل ژاپن است. وی از سال ۲۰۰۴ میلادی تاکنون مشغول فعالیت بوده‌است.